# Super Bad (álbum de James Brown)
Super Bad é o trigésimo quinto álbum de estúdio do músico americano James Brown. O álbum foi lançado em 1971 pela King Records.

## Faixas
| N.º | Título                                   | Duração |  |
| 1.  | "Super Bad, Pt. 1, 2 & 3"                | 9:16    |  |
| 2.  | "Let It Be Me"                           | 3:22    |  |
| 3.  | "Sometime"                               | 3:39    |  |
| 4.  | "A Man Has to Go Back to the Crossroads" | 3:18    |  |
| 5.  | "Giving Out of Juice"                    | 9:26    |  |
| 6.  | "By the Time I Get to Phoenix"           | 3:05    |  |